# Możemy wygrać
Możemy wygrać (ang. Gotta Kick It Up!, 2002) – amerykański film familijny.
Film jest emitowany za pośrednictwem telewizji Disney Channel.

## Opis fabuły
Piątka latynoskich uczennic pragnie założyć grupę taneczną. Dziewczętom stają na przeszkodzie dwa problemy - brak programu, który mogłyby realizować oraz opiekunki. Kiedy dowiadują się, że nauczycielka biologii, która kiedyś marzyła o karierze baletnicy, potrafi tańczyć, namawiają dyrektora, by pozwolił im ćwiczyć pod jej okiem. Pierwsze próby stanowią początek długiej drogi do sukcesów.

## Obsada
- Camille Guaty jako Daisy Salinas
- America Ferrera jako Yolanda 'Yoli'
- Jhoanna Flores jako Alyssa
- Suilma Rodriguez jako Marisol
- Sabrina Wiener jako Esmeralda
- Miguel Sandoval jako Dyrektor Zavala
- Erik Alexander Gavica jako Chuy
- Susan Egan jako Heather Bartlett
- Elizabeth Sung jako Pani Kim
- Gina Gallego jako Matka Heather
- Gerry Del Sol jako Ojciec Alyssy
- Valente Rodriguez jako Pan Reyna
- Anita Ortega jako Pani Reyna
- Yvonne Farrow jako Lynell Elliott